# Whiskey in the Jar
Whiskey in the Jar is een traditioneel Iers volkslied. Het werd geschreven in de zeventiende eeuw en is een van de meest populaire Ierse volksliedjes. Ook in de twintigste eeuw werd het nog regelmatig opgenomen, waarbij de bekendste versies door The Dubliners (1968), Thin Lizzy (1972) en Metallica (1999) zijn uitgebracht.
De naam van het lied heeft weinig met het vertelde verhaal te maken, maar komt uit de onzintekst van het refrein.

## Geschiedenis
Whiskey in the Jar gaat over een struikrover die, nadat hij een militair of official van de overheid heeft overvallen, wordt verraden door een vrouw. De locatie van het verhaal varieert; in verschillende versies van het lied vindt het verhaal plaats in Kerry, Kilmoganny, Cork, Sligo Town of andere plaatsen in Ierland. Soms vindt het verhaal in het zuiden van de Verenigde Staten plaats, vanwege de hoeveelheid Ierse migranten in deze regio. Ook de namen van de karakters in het nummer verschillen per versie, zo wordt de official soms een kapitein en soms een kolonel genoemd en is zijn naam Farrell of Pepper. De vrouw die de hoofdpersoon verraadt, heet vaak Molly, Jenny, Emzy of Ginny. Ook andere details veranderen per versie.
Het precieze ontstaan van het lied is niet bekend. Een aantal regels en het algehele plot doen denken aan de ballade Patrick Fleming, over de gelijknamige struikrover die in 1650 geëxecuteerd werd. Er is gesuggereerd dat het nummer in de zeventiende eeuw is ontstaan en het toneelstuk The Beggar's Opera van John Gay uit 1728 hierop gebaseerd is. Op een gegeven moment werd het lied meegebracht naar de Verenigde Staten, waar het populair werd onder de bevolking toen het nog een kolonie van Groot-Brittannië was. Hier werden nieuwe versies van het lied geschreven, waarbij de locatie werd verplaatst naar Amerika.
Halverwege de jaren 50 van de negentiende eeuw verscheen het lied in een pamflet onder de titel The Sporting Hero, or, Whiskey in the Bar, waarbij het een aantal veranderingen had ondergaan en bijna overeenkomt met de moderne versies. In het boek Irish Street Ballads, geschreven door Colm Ó Lochlainn in 1939, herinnert de schrijver zich dat zijn moeder Whiskey in the Jar in 1870 leerde kennen. Hij schreef de tekst op zoals hij zich deze herinnerde en noemde het There's Whiskey in the Jar en de tekst is vrijwel identiek aan modernere versies die in de jaren 60 van de twintigste eeuw werden opgenomen door Ierse bands, zoals The Dubliners.

## Versies
De eerste bekende opname van Whiskey in the Jar werd in 1951 op de plaat gezet door de Ierse muzikant Séamus Ennis. In de jaren 50 en 60 werd het veel opgenomen door Ierse artiesten, maar ook buitenlandse artiesten, waaronder The Seekers, Peter, Paul and Mary, Joe Dassin en The Highwaymen namen het nummer op. In 1967 werd het nummer voor het eerst opgenomen door The Dubliners, die het later nog twee keer opnamen, en was de eerste versie die wereldwijd bekend werd vanwege hun optredens in diverse landen en het feit dat het een van de populairste nummers was tijdens hun optredens. In 1990 namen zij het nummer voor de vierde keer op in een samenwerking met de folk/punkband The Pogues die de vierde plaats haalde in de Ierse hitlijsten.
In november 1972 scoorde de Ierse rockband Thin Lizzy een grote hit met Whiskey in the Jar. Het nummer verscheen oorspronkelijk alleen als vinyl single, maar werd in 1991 ook uitgebracht als bonustrack op hun album Vagabonds of the Western World. Deze single stond zeventien weken op de nummer 1-positie in de Ierse hitlijsten en bereikte de 6e positie in het Verenigd Koninkrijk.
In Nederland werd in maart 1973 de 15e positie in de Hilversum 3 Top 30 bereikt en de 20e positie in de Nederlandse Top 40 op zeezender Radio Veronica. 
In België bereikte de plaat de 27e positie in de Vlaamse Ultratop 50 en de 28e positie in de Vlaamse Radio 2 Top 30.
Deze versie van het nummer is gecoverd door U2, Grateful Dead, Pulp, Smokie, Belle & Sebastian, Gary Moore (die gitarist werd bij Thin Lizzy nadat zij het nummer zelf uitbrachten) en Simple Minds. De bekendste cover werd gemaakt door Metallica, die een heavy metal-versie van het nummer maakten voor hun coveralbum Garage Inc. Voor deze versie ontvingen zij in 2000 een Grammy Award in de categorie "Best Hard Rock Performance".
Whiskey in the Jar is ook in andere talen opgenomen. Zanger Willem Duyn schreef zijn eigen variant, Dag dikke Olifant, in 1979.
De Israëlische zanggroep Yarkon Bridge Trio nam het nummer in 1966 op met de naam Siman Sheata Tsair. De IJslandse versie is gemaakt door de folkband Þrjú á palli in 1971 onder de titel Lífið er lotterí. Datzelfde jaar nam Lillebjørn Nilsen het nummer op in het Noors als Svikefulle mari. De Finse band Eläkeläiset nam in 1997 een humppa-versie (een bekende Finse muziekstijl) op als Humppamaratooni. De Deense Lars Lilholt Band noemde het nummer in 2007 Gi' Mig Whiskey in the Jar. Datzelfde jaar nam de Estische band het nummer op als Poisikõsõ. In 2014 nam de Uruguayaanse rockgroep het nummer in het Spaans op onder de titel Whisky en Uruguay.

## Hitnoteringen

### Thin Lizzy

#### Nederlandse Top 40
| Hitnotering: 24-03-1973 t/m 28-04-1973 | Hitnotering: 24-03-1973 t/m 28-04-1973 | Hitnotering: 24-03-1973 t/m 28-04-1973 | Hitnotering: 24-03-1973 t/m 28-04-1973 | Hitnotering: 24-03-1973 t/m 28-04-1973 | Hitnotering: 24-03-1973 t/m 28-04-1973 | Hitnotering: 24-03-1973 t/m 28-04-1973 | Hitnotering: 24-03-1973 t/m 28-04-1973 |
| Week                                   | 1                                      | 2                                      | 3                                      | 4                                      | 5                                      | 6                                      |                                        |
| -------------------------------------- | -------------------------------------- | -------------------------------------- | -------------------------------------- | -------------------------------------- | -------------------------------------- | -------------------------------------- | -------------------------------------- |
| Nummer                                 | 31                                     | 25                                     | 22                                     | 20                                     | 33                                     | 40                                     | uit                                    |

#### Hilversum 3 Top 30/ Daverende Dertig
| Hitnotering: 17-03-1973 t/m 21-04-1973 | Hitnotering: 17-03-1973 t/m 21-04-1973 | Hitnotering: 17-03-1973 t/m 21-04-1973 | Hitnotering: 17-03-1973 t/m 21-04-1973 | Hitnotering: 17-03-1973 t/m 21-04-1973 | Hitnotering: 17-03-1973 t/m 21-04-1973 | Hitnotering: 17-03-1973 t/m 21-04-1973 | Hitnotering: 17-03-1973 t/m 21-04-1973 |
| Week                                   | 1                                      | 2                                      | 3                                      | 4                                      | 5                                      | 6                                      |                                        |
| -------------------------------------- | -------------------------------------- | -------------------------------------- | -------------------------------------- | -------------------------------------- | -------------------------------------- | -------------------------------------- | -------------------------------------- |
| Positie                                | 30                                     | 22                                     | 15                                     | 15                                     | 16                                     | 26                                     | uit                                    |

#### NPO Radio 2 Top 2000
| Nummer met noteringen in de NPO Radio 2 Top 2000 | '99 | '00 | '01 | '02 | '03 | '04 | '05 | '06 | '07 | '08 | '09 | '10 | '11 | '12 | '13 | '14 | '15 | '16 | '17 | '18  | '19  | '20  | '21  | '22  | '23  | '24  |
| ------------------------------------------------ | --- | --- | --- | --- | --- | --- | --- | --- | --- | --- | --- | --- | --- | --- | --- | --- | --- | --- | --- | ---- | ---- | ---- | ---- | ---- | ---- | ---- |
| Whiskey in the Jar                               | 268 | 258 | 477 | 486 | 376 | 431 | 457 | 488 | 652 | 480 | 478 | 558 | 521 | 583 | 505 | 574 | 703 | 714 | 839 | 1196 | 1029 | 1210 | 1124 | 1271 | 1357 | 1651 |

1. ↑  Een vetgedrukt getal geeft de hoogste notering aan.

### Metallica

#### Mega Top 100
| Hitnotering: 20-02-1999 t/m 05-06-1999 | Hitnotering: 20-02-1999 t/m 05-06-1999 | Hitnotering: 20-02-1999 t/m 05-06-1999 | Hitnotering: 20-02-1999 t/m 05-06-1999 | Hitnotering: 20-02-1999 t/m 05-06-1999 | Hitnotering: 20-02-1999 t/m 05-06-1999 | Hitnotering: 20-02-1999 t/m 05-06-1999 | Hitnotering: 20-02-1999 t/m 05-06-1999 | Hitnotering: 20-02-1999 t/m 05-06-1999 | Hitnotering: 20-02-1999 t/m 05-06-1999 | Hitnotering: 20-02-1999 t/m 05-06-1999 | Hitnotering: 20-02-1999 t/m 05-06-1999 | Hitnotering: 20-02-1999 t/m 05-06-1999 | Hitnotering: 20-02-1999 t/m 05-06-1999 | Hitnotering: 20-02-1999 t/m 05-06-1999 | Hitnotering: 20-02-1999 t/m 05-06-1999 | Hitnotering: 20-02-1999 t/m 05-06-1999 | Hitnotering: 20-02-1999 t/m 05-06-1999 |
| Week                                   | 1                                      | 2                                      | 3                                      | 4                                      | 5                                      | 6                                      | 7                                      | 8                                      | 9                                      | 10                                     | 11                                     | 12                                     | 13                                     | 14                                     | 15                                     | 16                                     |                                        |
| -------------------------------------- | -------------------------------------- | -------------------------------------- | -------------------------------------- | -------------------------------------- | -------------------------------------- | -------------------------------------- | -------------------------------------- | -------------------------------------- | -------------------------------------- | -------------------------------------- | -------------------------------------- | -------------------------------------- | -------------------------------------- | -------------------------------------- | -------------------------------------- | -------------------------------------- | -------------------------------------- |
| Positie                                | 87                                     | 62                                     | 61                                     | 59                                     | 56                                     | 47                                     | 49                                     | 53                                     | 50                                     | 49                                     | 48                                     | 55                                     | 63                                     | 70                                     | 72                                     | 80                                     | uit                                    |

#### NPO Radio 2 Top 2000
| Nummer met noteringen in de NPO Radio 2 Top 2000 | '17 | '18 | '19 | '20 | '21 | '22 | '23 | '24 |
| ------------------------------------------------ | --- | --- | --- | --- | --- | --- | --- | --- |
| Whiskey in the Jar                               | 569 | 402 | 351 | 374 | 268 | 250 | 266 | 277 |

1. ↑  Een vetgedrukt getal geeft de hoogste notering aan.
2. ↑  2017 was het eerste jaar met een notering voor dit nummer.